# Arnold Setiadi
Anot Naga „Arnold“ Setiadi (* 11. Februar 1988 in Jakarta) ist ein US-amerikanischer Badmintonspieler indonesischer Herkunft. 

## Karriere
Arnold Setiadi wurde bei den US-amerikanischen Badmintonmeisterschaften 2006 Dritter im Herrendoppel mit Andrew Todt. 2009 startete er mit dem Nationalteam der USA bei den Panamerikameisterschaften und wurde dort Fünfter mit dem Team. 2010 siegte er mit Daniel Gouw bei den Canterbury International. Mit ihm wurde er auch Zweiter bei den Altona International 2010.